# Kira, Uganda
Kira är en nordöstlig förort till Kampala, i centrala Uganda. Den tillhör Wakisodistriktet och folkmängden uppgår till över 400 000 invånare, vilket gör den till en av Ugandas folkrikaste städer. 

## Administrativ indelning
Kira är en relativt nybildad stad, som från att varit ett underdistrikt i Wakiso och därefter uppgraderats till town genomgick ytterligare en administrativ förändring 2015 då Kira fick status som municipality. Det lades under 2007 ett förslag att Kira ska slås ihop med Kampala, och därigenom ingå i den förändring av Kampalas stadsgräns som föreslagits av landets regering. Om eller när denna förändring kommer att genomföras är dock oklart.
Kommunen är indelad i tre administrativa divisioner:
- Bweyogerere
- Kira
- Namugongo